# Lolo y Lauti
Lolo y Lauti es un dúo de artistas contemporáneos argentinos formado en 2011 compuesto por Lautaro Camino y Lorenzo Anzoátegui. 

## Estética relacional
Lolo y Lauti comenzaron a trabajar juntos en 2011, principalmente con performance, video y escultura; a menudo en forma de instalación o con elementos de estética relacional. Exploran la narrativa a través de medios no convencionales. Su obra se basa en la comunicación, la adaptación y el (des)empleo e investiga el comportamiento ante la creación de objetos.

## Obra
En el año 2011 realizaron 15 obras en la ciudad de Buenos Aires, entre ellas la épica Hipsterísima, una instalación en la que el público podía hacer una visita guiada dentro de una fiesta con los hipsters de la escena porteña.
En 2012 hicieron Liceo, una obra en la que se llamaba al público a sus teléfonos móviles y se les recitaba un libro de poesía. Al salir a la calle, se le mandaba un sms con los créditos a cada espectador.
En 2013 el Centro de Experimentación del Teatro Colon les comisionó la obra Emperatriz IV, un recorrido por distintas instalaciones evocando un ritual de fertilidad alienígena pro-aborto. Luego presentaron Juvenilia en la galería Mite, una obra relacional adaptando el libro homónimo de Miguel Cané.
En 2014 estrenaron Cumbres Borrascosas, una adaptación del clásico de Emily Brontë protagonizada por electrodomésticos. La obra recibió críticas muy favorables durante su presentación en el Centro Cultural Ricardo Rojas, perteneciente a la Universidad de Buenos Aires. Este mismo año Lolo y Lauti exhibieron en festivales en Austria, Alemania, Bélgica, España y el Reino Unido.
En 2015 emprendieron su segunda gira europea, presentando Cumbres Borrascosas en Bélgica y otras obras en Grecia e Italia. De 2015 a 2020 se desempeñaron como curadores en UV estudios, premio a mejor galería joven en la edición número 25 de ArteBA.

En 2016 el Teatro Colón realizaron la puesta en escena de la ópera contemporánea Perfect Lives de Robert Ashley, protagonizada por Mike Amigorena. La obra estrenó durante el Primer Festival de Nueva Ópera de Buenos Aires y fue repuesta meses más tarde en el mismo teatro.
- Datos: Q24961532

1. ↑  Lolo y Lauti. «Bio». loloylauti.com. Consultado el 1 de junio de 2016.
2. 1 2  Moreno, Silvana (20 de mayo de 2012). «Actores y llamados inquietantes». La_Nación_(Argentina). Consultado el 1 de junio de 2016.
3. 1 2  Whitney Weiss (5 de diciembre de 2012). «LOLO Y LAUTI ON TWINKSTALLATION IN ARGENTINIAN THEATRE». Bullett (en inglés). Bullet Media. Archivado desde el original el 7 de agosto de 2016. Consultado el 1 de junio de 2016.
4. ↑  Sabatés, Paula (4 de septiembre de 2013). «En las fronteras de las artes escénicas». Página_12. Consultado el 1 de junio de 2016.
5. ↑  «Juvenilia de Lolo y Lauti en Mite». Consultado el 1 de junio de 2016.
6. 1 2  Soto, Moira (22 de junio de 2014). «Cumbres borrascosas, versión electrodomésticos». La_Nación_(Argentina). Consultado el 1 de junio de 2016.
7. ↑  Sabatés, Paula (13 de junio de 2014). «Nada más clásico que una estufa». Página_12. Consultado el 1 de junio de 2016.
8. ↑  «Lolo Y Lauti: Self-Portrait Sweatshop». Chapter. Archivado desde el original el 10 de junio de 2016. Consultado el 2 de junio de 2016.
9. ↑  «Woeste Hoogten van Lolo y Lauti (AR)» (en neerlandés). Archivado desde el original el 6 de agosto de 2016. Consultado el 2 de junio de 2016.
10. ↑  «DIRTY BEACH | ResidenceSEA». maakali.org (en inglés). Consultado el 2 de junio de 2016.
11. ↑  «UV Estudios de artistas». ramona. Consultado el 2 de junio de 2016.
12. ↑  «Cierre de arteBA . 2016 . 25!». arteBA. Archivado desde el original el 10 de julio de 2016. Consultado el 2 de junio de 2016.
13. ↑  «1ER FESTIVAL DE NUEVA ÓPERA DE BUENOS AIRES». Consultado el 1 de junio de 2016.
14. ↑  «El arte y el consumo se cruzan en el Salón Dorado». Consultado el 16 de octubre de 2016.
15. «El arte y el consumo se cruzan en el Salón Dorado». Consultado el 16 de octubre de 2016.